# بن چپمن (بازیکن فوتبال، زاده ۱۹۹۸)
بن چپمن (انگلیسی: Ben Chapman؛ زادهٔ ۳۱ دسامبر ۱۹۹۸) بازیکن فوتبال اهل بریتانیا است.
از باشگاه‌هایی که در آن بازی کرده‌است می‌توان به باشگاه فوتبال دالیچ هملت و باشگاه فوتبال گیلینگام اشاره کرد.